# John Milnor
John Willard Milnor (Orange, 20 de fevereiro de 1931) é um matemático estadunidense, conhecido por seu trabalho em topologia diferencial, teoria K algébrica e sistemas dinâmicos holomórficos de baixa dimensão. Milnor é um distinto professor da Stony Brook University e um dos cinco matemáticos que ganharam a Medalha Fields, o Prêmio Wolf e o Prêmio Abel (os outros são Serre, Thompson, Deligne, e Margulis).

## Pesquisa
Uma das obras mais conhecidas de Milnor é sua prova em 1956 da existência de esferas de 7 dimensões com estrutura diferenciável não padronizada, que marcou o início de um novo campo - topologia diferencial. Ele cunhou o termo esfera exótica, referindo-se a qualquer n-esfera com estrutura diferencial não padronizada. Kervaire e Milnor iniciaram o estudo sistemático de esferas exóticas, mostrando em particular que a 7-esfera tem 15 estruturas diferenciáveis distintas (28 se considerarmos a orientação).
Egbert Brieskorn encontrou equações algébricas simples para 28 hipersuperfícies complexas em um espaço 5 complexo, de modo que sua interseção com uma pequena esfera de dimensão 9 em torno de um ponto singular é difeomorfa para essas esferas exóticas. Posteriormente, Milnor trabalhou na topologia de pontos singulares isolados de hipersuperfícies complexas em geral, desenvolvendo a teoria da fibração de Milnor cuja fibra tem o tipo de homotopia de um buquê de μ esferas onde μ é conhecido como número de Milnor. O livro de Milnor de 1968 sobre sua teoria, Singular Points of Complex Hypersurfaces, inspirou o crescimento de uma vasta e rica área de pesquisa que continua a amadurecer até hoje.
Em 1961, Milnor refutou a conjectura Hauptvermutung ao ilustrar dois complexos simpliciais que são homeomorfos, mas combinatoriamente distintos, usando o conceito de torção de Reidmeister.
Em 1984 Milnor introduziu uma definição de atrator. Os objetos generalizam atratores padrão, incluem os chamados atratores instáveis e agora são conhecidos como atratores de Milnor.
O interesse atual de Milnor é a dinâmica, especialmente a dinâmica holomórfica.
Suas outras contribuições significativas incluem microbundles, influenciando o uso de álgebras de Hopf, teoria de formas quadráticas e a área relacionada de formas bilineares simétricas, teoria K algébrica superior, teoria dos jogos e grupos de Lie tridimensionais.

## Publicações

### Livros
- Milnor, John W. (1963). Morse theory. Col: Annals of Mathematics Studies, No. 51. Notes by M. Spivak and R. Wells. Princeton, NJ: Princeton University Press. ISBN 0-691-08008-9[3]
- —— (1965). Lectures on the h-cobordism theorem. Notes by L. Siebenmann and J. Sondow. Princeton, NJ: Princeton University Press. ISBN 0-691-07996-X. OCLC 58324
- —— (1968). Singular points of complex hypersurfaces. Col: Annals of Mathematics Studies, No. 61. [S.l.]: Princeton, NJ: Princeton University Press; Tokyo: University of Tokyo Press. ISBN 0-691-08065-8
- —— (1971). Introduction to algebraic K-theory. Col: Annals of Mathematics Studies, No. 72. Princeton, NJ: Princeton University Press. ISBN 978-0-691-08101-4
- Husemoller, Dale; Milnor, John W. (1973). Symmetric bilinear forms. New York, NY: Springer-Verlag. ISBN 978-0-387-06009-5
- Milnor, John W.; Stasheff, James D. (1974). Characteristic classes. Col: Annals of Mathematics Studies, No. 76. [S.l.]: Princeton, NJ: Princeton University Press; Tokyo: University of Tokyo Press. ISBN 0-691-08122-0[4]
- Milnor, John W. (1997) [1965]. Topology from the differentiable viewpoint. Col: Princeton Landmarks in Mathematics. Princeton, NJ: Princeton University Press. ISBN 0-691-04833-9
- —— (1999). Dynamics in one complex variable. Wiesbaden, Germany: Vieweg. ISBN 3-528-13130-62nd edn. [S.l.: s.n.] 2000[5]

### Artigos de periódicos
- Milnor, John W. (1956). «On manifolds homeomorphic to the 7-sphere». Princeton University Press. Annals of Mathematics. 64 (2): 399–405. JSTOR 1969983. MR 0082103. doi:10.2307/1969983
- —— (1959). «Sommes de variétés différentiables et structures différentiables des sphères». Société Mathématique de France. Bulletin de la Société Mathématique de France. 87: 439–444. MR 0117744. doi:10.24033/bsmf.1538
- —— (1959b). «Differentiable structures on spheres». Johns Hopkins University Press. American Journal of Mathematics. 81 (4): 962–972. JSTOR 2372998. MR 0110107. doi:10.2307/2372998
- —— (1961). «Two complexes which are homeomorphic but combinatorially distinct». Princeton University Press. Annals of Mathematics. 74 (2): 575–590. JSTOR 1970299. MR 133127. doi:10.2307/1970299
- —— (1984). «On the concept of attractor». Springer Press. Communications in Mathematical Physics. 99 (2): 177–195. Bibcode:1985CMaPh..99..177M. MR 0790735. doi:10.1007/BF01212280
- Kervaire, Michel A.; Milnor, John W. (1963). «Groups of homotopy spheres: I» (PDF). Princeton University Press. Annals of Mathematics. 77 (3): 504–537. JSTOR 1970128. MR 0148075. doi:10.2307/1970128
- Milnor, John W. (2011). «Differential topology forty-six years later» (PDF). Notices of the American Mathematical Society. 58 (6): 804–809